# Notorische Reflexe
Notorische Reflexe war eine zwischen 1982 und 1986 bestehende experimentelle Band der Neuen Deutschen Welle und Film-Performance-Gruppe aus Berlin. Ihre Bühnenshows zeichneten sich durch eine reiche Nutzung multimedialer Elemente, vor allem Super-8-Filmen, Dias und großen Leinwandprojektionen aus. Neben normalem Gesang setzte die Gruppe häufig gesampelte Stimmen ein, etwa in ihrem bekanntesten Stück, dem „Breschnew Rap“ von 1983, in dem der frühere sowjetische Staatschef Leonid Iljitsch Breschnew spricht. Die Notorischen Reflexe stammten aus dem Umfeld anderer avantgardistischer New-Wave-Gruppen der Zeit wie Die Tödliche Doris, Einstürzende Neubauten oder Malaria!. Ihre Musik findet sich nicht nur in den selbst gedrehten Filmen, sondern auch bei Tanzaufführungen.

## Diskografie
- 1983: Breschnew Rap (7", International 1001)
- 1986: Notorische Reflexe (LP, Rebel Records RE 0020 / SPV 08-1450)

## Filmografie
- 1983: Brezhnev Rap
- 1983: Fragment/Video/82/83
- 1985: Richy Guitar, Spielfilm, Gastauftritte
- 2015: B-Movie: Lust & Sound in West-Berlin 1979-1989, Dokumentation mit Mark Reeder, Regie von Jörg A. Hoppe, Klaus Maeck, Heiko Lange und Alexander von Sturmfeder, 92 min